# Daniel Sloss
 (septembre 2020).
Pour les articles homonymes, voir Sloss.
Daniel Sloss, né le 11 septembre 1990 à Kingston upon Thames, est un comédien de stand-up et auteur écossais,.
Il est le plus jeune comédien à se produire seul pour une saison dans le West End de Londres, à l'âge de 19 ans[réf. nécessaire]. Il effectue de nombreuses tournées internationales, signe un contrat avec le label 2Entertain de BBC Worldwide à l'âge de 20 ans et apparait sur des programmes de télévision américains à plusieurs reprises tels que Conan et The Late Late Show avec Craig Ferguson,. Depuis le 11 septembre 2018, Netflix diffuse deux de ses spectacles, Dark et Jigsaw sous le titre Daniel Sloss - Live Shows,.

## Biographie

### Jeunesse
Daniel Sloss est né à Kingston upon Thames et déménage avec sa famille à Fife en Écosse à l'âge de quatre ans. Il fréquente l'école primaire East Wemyss et l'école secondaire de la Waid Academy à Anstruther. On lui offre[Qui ?] une place à l'Université de Dundee pour étudier l'histoire, mais il préfère prendre une année sabbatique pour tenter de faire carrière à temps plein dans l'humour[réf. souhaitée].
Il est l'aîné de quatre enfants. Sa sœur Josie, de deux ans sa cadette, est née avec une paralysie cérébrale et est décédée à l'âge de 7 ans. Il a deux frères plus jeunes, Matthew et Jack.

### Carrière

#### Stand-up
Lorsqu'il a seize ans, sa mère rencontre le comédien Frankie Boyle et mentionne son fils. Boyle lui écrit deux petites apparitions dans deux épisodes de Mock the Week sur la BBC. Il attribue à Boyle ce premier franc succès.
Daniel Sloss se produit pour la première fois pour un set de cinq minutes au Laughing Horse à Édimbourg, en août 2007, après avoir terminé un cours de comédie de deux jours[réf. nécessaire].
Il partage l'affiche avec son compatriote Davey See pour son premier Edinburgh Festival Fringe en août 2008 alors qu'il a 17 ans. Son set, Life in 2D, est présenté durant 10 jours dans le cadre du Free Fringe, durant le festival. Cette même année, il est l'un des plus jeunes finalistes du concours So You Think You're Funny?, dont la finale est organisée par le Gilded Balloon. En 2009, il affiche complet au Fringe Festival pour son spectacle Daniel Sloss - Teenage Kicks qu'il joue ensuite à Londres au Soho Theatre, étant le plus jeune comédien à s'y produire en solo, ainsi que dans le West End de Londres.
En août 2010, il affiche complet une seconde fois avec Daniel Sloss: My Generation au Edinburgh Festival Fringe[réf. nécessaire]. Le spectacle est ensuite transféré à Londres pour une saison au Soho Theatre en septembre avant de retourner à Londres lors de la tournée au Bloomsbury Theatre en novembre. Ce spectacle devient sa toute première tournée en Écosse tout au long de l'automne 2010.
En août 2011, il crée son nouveau spectacle Daniel Sloss - The Joker au Edinburgh Festival Fringe, complet pendant près de quatre semaines dans le nouveau théâtre Assembly Theatre[réf. nécessaire]. S'ensuit une tournée nationale de 50 dates à l'automne.
En 2012, il effectue une tournée de 50 dates au Royaume-Uni de Daniel Sloss - The Show.
Il lance son nouveau spectacle Daniel Sloss - Stand-Up en août 2013, à nouveau avec une saison prolongée au Edinburgh International Conference Centre et suivi d'une tournée d'automne à travers le Royaume-Uni. Il joue ensuite ce spectacle au Sydney International Comedy Festival et au Perth International Comedy Festival en 2014[réf. nécessaire].
En août 2014, il présente son nouveau spectacle Daniel Sloss - Really...?!, avec une saison prolongée au Edinburgh International Conference Centre, suivie d'une importante tournée européenne de 20 spectacles dans 15 pays à l'automne ainsi que des dates au Royaume-Uni[réf. nécessaire].
En 2015, il présente son 7e spectacle au Edinburgh Festival Fringe Dark qui tourne pendant plus de 80 dates dans 15 pays d'Europe et au Royaume-Uni[réf. nécessaire]. En janvier, une version hybride étendue de Dark est diffusée pendant une semaine au Soho Theatre de Londres[réf. nécessaire]. En février, il joue la version de 90 minutes à New York pour une semaine, hors Broadway, au SoHo Playhouse ainsi que pour deux spectacles à Los Angeles au Westside Comedy Theatre. Le New York Times le présente en première page de sa section Arts.
Son spectacle suivant Daniel Sloss - So? est créé en août 2016 à Édimbourg à l' EICC. Il fait la première partie de deux spectacles de Dave Chappelle et joue dans le line-up Best of Edinburgh au Sketchfest de San Francisco.Il retourne à New York pour son spectacle primé Dark au Soho Playhouse.
En février 2018, Dark est filmé à Los Angeles au Belasco Theatre. Dans le cadre d'un accord avec Netflix pour deux spectacles, So? (rebaptisé Jigsaw) et Dark seront diffusés dans le monde entier sur la plateforme à l'été 2018.
En août 2018, il présente X, lors de sa 11e saison au Edinburgh Festival Fringe. La tournée suivante couvre à nouveau 25 pays européens, se terminant par une nouvelle saison dans le West End de Londres.

#### Télévision
Il est le premier comédien de stand-up à se produire dans l'émission The Paul O'Grady Show sur Channel 4 (2009) et tourne en avril 2010 pour une émission pilote de sitcom pour la BBC, The Adventures of Daniel, diffusée le 23 août 2010.
Il participe à la deuxième saison de l'émission Comedy Roadshow de Michael McIntyre de BBC1 le 18 septembre 2010, et deux semaines plus tard à la première saison de The Rob Brydon Show de BBC2 aux côtés de Stephen Fry ainsi qu'à 8 Out of 10 Cats sur Channel 4.
En janvier 2011, il joue dans Comedy Rocks de Jason Manford sur ITV1 et en mars 2011, il participe à l'émission en direct Comic Relief de la BBC avec David Walliams appelée 24 Hour Panel People, en tant que panéliste sur Mock the Week ,.
L'année suivante, il participe à l'émission Stand Up for Sport Relief de la BBC en interprétant un set et en entraînant le champion de boxe poids lourd Tyson Fury pour les débuts de ce dernier dans l'humour.
En septembre 2012, il enregistre une conférence TEDx à Ealing et joue sur Set List: Stand-up Without A Net pour Sky Atlantic, aux côtés de stars de la comédie américaine et internationale. En octobre 2012, il apparait dans la septième saison de Good News de Russell Howard.
Il fait sa première apparition en décembre 2013 à la télévision américaine sur Conan, il est depuis apparu 8 fois de plus. Il signe un contrat avec la société de production de Conan O'Brien Conaco pour développer ses propres spectacles. Il apparait également sur le Pete Holmes Show, @Midnight, The Late Late Show with Craig Ferguson et, de retour au Royaume-Uni, sur le Sunday Night d'ITV au Palladium[réf. nécessaire].
Avec un certain nombre de comédiens, dont Kai Humphries et Tom Stade, il écrit, coproduit et joue dans la sitcom Internet en 6 parties Muff.
Il apparait dans One Album Per Hour de Beardyman dans le cadre de la série YouTube en 2 parties de Beardyman. Parmi les autres producteurs invités figuraient Tim Minchin et Jack Black.
En 2017, il figure dans Drunk History de Comedy Central racontant l'histoire de William Wallace (interprété par Keith Allen) ainsi que dans l'émission Go 8 Bit de Dara Ó Briain de Dave Channel. Il participe au Roast Battle de Comedy Central avec l'américaine Desiree Burch obtenant les notes les plus élevées de la série. En 2018, il apparait dans la deuxième saison remportant la bataille contre le comédien britannique Phil Wang.

### Vie privée
Il a plusieurs tatouages : un portrait de Nikola Tesla, des tigres de dessins animés, une photo d'Anthony et de l'Aardvark et une image du Joker de la franchise Batman.

## Apparitions à la télévisions
- - 2002 : Robot Wars
  - 2009 : The Paul O'Grady Show et Most Annoying People of 2009
  - 2010 : Good News Week, Cracker Night, The Adventures of Daniel, Michael McIntyre's Comedy Roadshow, The Rob Brydon Show, The Most Annoying People of 2010, 8 out of 10 Cats
  - 2011 : Jason Manford's Comedy Rocks, Comic Relief's 24 Hour Panel People, Mock the Week, Comic Relief's Stand Up for Sport Relief, 8 out of 10 Cats
  - 2012 : Alexander Armstrong's Big Ask, BBC Edinburgh Comedy Marathon, Russell Howard's Good News Extra, Comedy World Cup, Soccer AM
  - 2013 : Cracker Night
  - 2014 : The Pete Holmes Show, @midnight, The Late Late Show With Craig Ferguson, Sunday Night at the Palladium
  - 2015 : The John Bishop Show
  - 2017 : Drunk History
  - 2018 : Roast Battle (2 apparitions)
  - 2013-2019 : Conan (10 apparitions)

## Tournées
- 2008 : La vie en 2D[29]
- 2009 : Daniel Sloss - Teenage Kicks[30]
- 2010 : Daniel Sloss - Ma génération[31]
- 2011 : Daniel Sloss - Le Joker [32]
- 2012 : Daniel Sloss - The Show (EICC + tournée)
- 2013 : Daniel Sloss - Stand-Up (EICC + tournée)
- 2014 : Daniel Sloss - Really... ? ! (EICC + tournée)
- 2015 : Daniel Sloss - Dark (EICC + tournée)
- 2016 : Daniel Sloss - So ? (EICC + tournée)
- 2017 : Daniel Sloss - Now (EICC + tournée)
- 2018 : Daniel Sloss - X (EICC + tournée)

## Spectacles de stand-up
- 2012 : Daniel Sloss Live Enregistré au Kings Theatre de Glasgow (2Entertain DVD)
- 2018 : Daniel Sloss Live Shows: DARK enregistré au Belasco Theatre de Los Angeles et Jigsaw enregistré au Sydney's Enmore Theatre (Netflix)
- 2019 : Daniel Sloss: X enregistré au Sydney's Enmore Theatre (HBO)